# Viburnum glabratum
Viburnum glabratum är en desmeknoppsväxtart som först beskrevs av Kunth Nov. Gen., Amp; Spec. 3 och 4 28 (1820.  Viburnum glabratum ingår i släktet olvonsläktet, och familjen desmeknoppsväxter. Inga underarter finns listade i Catalogue of Life.